# 小行星22869
小行星22869（22869 Brianmcfar）是一颗绕太阳运转的小行星，为主小行星带小行星。该小行星于1999年9月10日发现。

## 轨道参数
小行星22869的轨道半长轴为2.6378409 UA，离心率为0.191。